# Одни во тьме
«Одни во тьме» (англ. Alone in the Dark) — фильм ужасов в жанре слэшер 1982 года, снятый режиссёром Джеком Шолдером. Несмотря на тихий выпуск в прокат и первоначально прохладный приём среди критиков, спустя годы фильм получил переоценку и стал считаться культовым.

## Сюжет
Из-за энергетического коллапса, возникшего в городе, из психиатрической лечебницы сбегают четверо пациентов. Все они убеждены, что новый доктор Дэн Поттер убил их старого и горячо любимого врача Лео Бейна. Теперь они подозревают, что станут следующей жертвой нового доктора, восприняв его как угрозу своему безопасному и мирному существованию в лечебнице. В темноте ночи они окружают дом Поттера и готовятся к кровавой мести.

## В ролях
| Актёр            | Роль                                   |
| ---------------- | -------------------------------------- |
| Джек Пэланс      | Фрэнк Хокис пациент                    |
| Дональд Плезенс  | Доктор Лео Бейн заведующий лечебницей  |
| Мартин Ландау    | Байрон «Проповедник» Сатклифф пациент  |
| Дуайт Шультц     | Доктор Дэн Поттер новый врач лечебницы |
| Эрланд ван Лидт  | Рональд «Толстяк» Эльстер пациент      |
| Дебора Хедуолл   | Нелл Поттер жена Дэна                  |
| Ли Тейлор-Аллан  | Тони Поттер                            |
| Филлип Кларк     | Том Смит арестованный протестующий     |
| Элизабет Уорд    | Лила Поттер дочь Дэна                  |
| Брент Дженнингс  | Рэй Кёртис санитар 3-го этажа          |
| Коффин, Фредерик | Джим Гейбл                             |
| Стив Даскевиш    | доктор Баркин                          |